# Strikes Back
Strikes back – jedenasty album studyjny holenderskiego zespołu Laserdance, wydany w lipcu 2000. Wszystkie utwory skomponował holenderski muzyk Julius Wijnmaalen, nowy współpracownik producenta Erika van Vlieta. Po odejściu w 1995 roku twórcy brzmienia Laserdance Michiela van der Kuya, Erik van Vliet zawiesił działalność swego projektu muzycznego. Van der Kuy zajął się produkcją bijącej rekordy popularności muzyki techno, a gatunek spacesynth, jako wywodzący się z nurtu italo disco relikt lat 80., przestał funkcjonować na scenie muzycznej i w ofercie wytwórni płytowych.
Spacesynth zaczął się odradzać pod koniec lat 90. XX wieku dzięki Internetowi i grupom dyskusyjnym, gromadzącym fanów zapomnianego gatunku. Pojawili się nowi, młodzi kompozytorzy. Wśród nich był Julius Wijnmaalen, który po wysłaniu do Erika van Vlieta wersji demo utworu The Experiment, został zatrudniony jako nowy kompozytor Laserdance. Owocem współpracy była nowa płyta Laserdance Strikes back, wydana w lipcu 2000 roku. Styl nowego kompozytora różnił się od muzycznego schematu, wypracowanego przez Michiela van der Kuya. Był jednak na tyle świeży i charakterystyczny, że z powodzeniem wpisał się w ramy gatunku spacesynth. Album Strikes back był jedynym owocem współpracy van Vlieta z Wijnmaalenem. Od tamtej pory Laserdance nie wydał żadnej nowej płyty.

## Spis utworów
1. „The lost Battle” – 6:31
2. „No Escape” – 5:40
3. „Reconnaissance Expedition” – 5:55
4. „Voyage of Discover” – 5:55
5. „War between the Stars” – 6:46
6. „The Experiment” – 5:45
7. „Fly over the new Territory” – 6:41
8. „A Space Trip” – 5:38
9. „Warriors Action in unknown Territory” – 6:10
10. „A content Creature” – 5:14
11. „Unidentified Object in Japan” – 6:33
12. „Party for the Home-Coming Warriors” – 5:48

## Instrumentarium
- Roland D-50
- Roland MKS-50
- Roland D-110
- Roland U-220
- Roland JV-880
- Roland TR-707
- Yamaha DX7
- Yamaha DX7 MKII
- Yamaha FB-01
- Yamaha TG500
- Akai S950
- Akai XL3200
- Alesis DM5
- [Atari TT030
- Emagic Logic

## Autorstwo utworów
Na okładce płyty nie ma żadnej informacji o jej autorach i producentach. Utwór War between the Stars zawiera interpretację tematów muzycznych, napisanych przez Johna Williamsa do filmów z cyklu Gwiezdne wojny oraz do E.T.